# Sphaerophoria sulphuripes
Sphaerophoria sulphuripes är en tvåvingeart som först beskrevs av Thomson 1869.  Sphaerophoria sulphuripes ingår i släktet sländblomflugor, och familjen blomflugor. Inga underarter finns listade i Catalogue of Life.